# Hermann Marwede (Schiff)
Die Hermann Marwede ist der größte Seenotrettungskreuzer (SK) für die Nordsee und der einzige der 46-m-Klasse der Deutschen Gesellschaft zur Rettung Schiffbrüchiger (DGzRS). Sie gilt als der größte Seenotkreuzer der Welt und liegt auf der Seenotrettungsstation Deutsche Bucht/Helgoland mit der Seeposition Deutsche Bucht. Die Stammbesatzung besteht aus 16 Nautikern und Technikern, von denen jeweils acht die Besatzung des SK stellen, die für zwei Wochen rund um die Uhr (24/7) Dienst an Bord leisten, um jederzeit auslaufen zu können. Danach erfolgt die Ablösung und eine 14-tägige Freizeit. Zum Wachwechsel steuert das Schiff den Hafen von Cuxhaven an, wobei auch Treibstoff und andere Versorgungsmittel übernommen werden.

## Entwurf
Wegen der in unmittelbarer Nähe der Insel Helgoland verlaufenden Großschifffahrtswege von und zum berüchtigten „nassen Dreieck“ der Mündungen von Jade, Weser und Elbe ist das Revier eines der am stärksten befahrenen Seegebiete der Welt. Daher hat die Gesellschaft immer besonders leistungsfähige Rettungseinheiten auf Helgoland stationiert. Der Neubau der Hermann Marwede folgte der Initiative der DGzRS im Bereich Sicherheit auf See und war wesentlicher Teil des umfangreichen Umstationierungsprogramms, mit dem sich die DGzRS für das 21. Jahrhundert rüstete. Hintergründe waren die prognostizierten und veränderten Einsatzbedingungen der kommenden Jahrzehnte, denn die Klimaforscher erwarten länger andauernde Starkwindereignisse, die zwangsläufig zu einer Häufung von Notfällen und Havarien führen. Ergänzend war von einem Anstieg im Seeverkehr der Tankschifffahrt sowie bei den Container- und Massengutfrachtern auszugehen und auch höhere Passagierzahlen auf Fähren und bei der Seetouristik waren zu berücksichtigen. Daher ging die Grundkonzeption davon aus, dass bei einem eventuellen Großschadensereignis auf See durch den Kreuzer viele Schiffbrüchige unter Deck aufgenommen werden können.
Eine der ursprünglichen Aufgabenstellungen für die Seenotkreuzer war die Suche nach Schiffbrüchigen durch Kreuzen auf See, das zur Namensgebung beigetragen hat. Die Konstruktion des Schiffs muss für den sicheren Einsatz bei extremen Seegangs- und Wetterbedingungen ausgelegt sein. Dazu trägt die doppelte Außenhaut wesentlich bei, die bei allen Kreuzertypen der DGzRS angewandt wird und eine hohe Stabilität und Festigkeit garantiert. Die Doppelwandigkeit wird auch zur Unterbringung von Treibstofftanks, Wasser- und Ballastbehältern und zur Motorkühlung benutzt. Wie alle nach dem Zweiten Weltkrieg gebauten Kreuzer der DGzRS wurde auch die Hermann Marwede als Selbstaufrichter entworfen.
In Größe und Ausstattung ist sie die konsequente Weiterentwicklung vorhergehender Seenotkreuzer-Generationen. Auf Helgoland ersetzte sie die 1978 gebaute
WILHELM KAISEN aus der 44-Meter-Klasse. Die drei Schiffe dieser Klasse waren in den 1970er Jahren ähnlich konzipiert worden und erreichten allmählich das Ende ihrer technischen Lebensdauer.
Zur Gestaltung des Unterwasserschiffs gingen vor dem Bau umfangreiche Modellversuche bei der Hamburgischen Schiffbau-Versuchsanstalt voraus. Es galt die bisher erfolgreich angewendete Rumpfform des Halbgleiters in Kombination mit der Delta-Form der Meyer-Klasse auf die neue Größe anzupassen. Bei der Delta-Form befindet sich die breiteste Stelle des Rumpfs am Heck und beeinflusst das Seegangsverhalten und das Geschwindigkeitsprofil positiv. Bei gleicher Motorenleistung wird damit eine höhere Endgeschwindigkeit erreicht und die Kursstabilität besonders bei achterlicher See verbessert.

## Bau
Im Jahr 2000 beschloss die DGzRS den Bau ihres bis dato größten und leistungsfähigsten Seenotkreuzers. Der Auftrag für das rund 46 Meter lange und 404 Tonnen verdrängende Schiff erging an die Fassmer-Werft in Berne/Motzen (Weser). Im Unterauftrag erfolgte die Herstellung des Schiffsrumpfs bei Aluship Gdańsk in Danzig, wo dieser 2002 vom Stapel lief. Der Kasko wurde auf eigenem Kiel mit einem Schlepper an die Unterweser gebracht und dort fertiggestellt und ausgerüstet. Insgesamt wurden für den Bau 115 Tonnen seewasserbeständiges Aluminium benötigt.
Als Antrieb kam erneut die bewährte 3-Motoren-Anordnung zur Ausführung, bei der ein starker Mittelmotor für schnelle Fahrt sorgen kann und zwei Seitenmaschinen der Feinnavigation beim Einsatz vor Ort dienen. Die Großdieselaggregate MTU 4000-M90 von MTU Friedrichshafen sind in zwei voneinander getrennten, wasserdichten Maschinenräumen untergebracht. Im vorderen stehen die zwei Seitenmaschinen mit zwölf Zylindern und im hinteren ist die 16-Zylinder-Hauptmaschine untergebracht. Jede Maschine treibt über ein hydraulisch schaltbares Reintjes-Zweigang-Wendegetriebe eine eigene Welle mit Festpropeller, hinter denen jeweils ein Ruder angeordnet ist. Bei Einsatz- und Hafenmanövern helfen zwei hydraulisch betriebene Bugstrahlanlagen (je 105 kW/142 PS). Mit der Gesamtmaschinenleistung von 9.250 PS (6.800 kW) kann der große Kreuzer eine maximale Geschwindigkeit von 25 Knoten erreichen, die selbst unter extrem schwerer See gehalten werden kann. Die Geschwindigkeit ist wichtig, um auch bei achterlichen Wellen sicher vor diesen zu bleiben und nicht zu surfen. Die Reichweite dabei beträgt 920 Seemeilen bzw. 1700 km. Bei langsamerer Fahrt mit 15 kn reicht der Treibstoffvorrat für 2.120 Seemeilen.
Wie schon die seit dem Jahr 1996 im Einsatz stehenden Kreuzer der 23-Meter-Klasse besitzt auch die Hermann Marwede eine vollständig geschlossene Kommandobrücke, wodurch die Besatzung und empfindliche Ausrüstung vor Wind und Wellen geschützt werden. Erstmals bei einem Kreuzer wurde die Brücke gemäß der „Richtlinie zur ergonomischen Gestaltung von Kommandobrücken“ ausgeführt. Daraus resultieren beispielsweise die nach außen geneigten Fensterflächen, die Reflexionen vermeiden und zu einer guten Übersicht nach allen Seiten führen. Durch das Datenbussystem an Bord können sämtliche Funktionen von dort aus überwacht und gesteuert werden. Alle sieben Besatzungsmitglieder sind in der Lage, auf allen Positionen die notwendigen Tätigkeiten auszuführen. Verantwortlicher Schiffsführer ist in jedem Fall der Vormann. Für Anlegemanöver sind links und rechts zwei Außenfahrstände vorhanden.
Als Tochterboot (TB) war ursprünglich ein Seenotrettungsboot der schon mehrfach bewährten 9,5-m-Klasse an Bord, das von der Lürssen-Werft in Bardenfleth gebaut worden war. Nach den guten Erfahrungen mit dem neuen TB der Harro Koebke auf der Ostsee kam im Herbst 2012 ein Boot desselben Typs an Bord. Im Gegensatz zum Vorgänger ist das neue TB ein Festrumpfschlauchboot mit geschlossenem Deckshaus. Zwei Motoren von zusammen 376 kW sorgen mit Hilfe eines Jetantriebs für eine maximale Geschwindigkeit von 32 Knoten. Wie das Mutterschiff ist das TB mit Seefunk, Radar, Echolot, AIS, Plotter, GPS und Handfunkgeräten ausgestattet.
Wie schon bei der 44-Meter-Klasse befindet sich über der Heckmulde für das TB ein U-förmiger Aufbau als Hubschrauberarbeitsdeck, um Personen leichter abzusetzen bzw. aufzuwinschen. Dort liegt auch der Befestigungspunkt für das Schleppleinengeschirr, einem Schlepphaken für 25 t WLL. Ein Verbindungssteg führt direkt zum Aufbau mit der Kommandobrücke und über einen Niedergang erreicht man das SAR-Deck. Dort befindet sich ein 72 Quadratmeter großer Mehrzweckraum, der beispielsweise als Schulungsraum genutzt werden kann. Bei Großschadenslagen wird dieser Raum zum zentralen Arbeitsplatz vor Ort oder dient der Aufnahme vieler Schiffbrüchiger. Daneben ist auf dem SAR-Deck ausreichend Platz zum Verstauen und die Vorbereitung spezieller Ausrüstungsteile. Zur Verlastung an Bord steht ein Kran zur Verfügung.
Ebenfalls auf dem SAR-Deck liegt das umfangreich ausgestattete Bordhospital, das eingeflogenen Notärzten umfassende medizinische Behandlungsmöglichkeiten bietet. Mit EKG-Telemetriegerät, Defibrillator, Warmluft-Beatmungsanlage und Notfall-Koffersystem ist es vergleichbar mit der Ausstattung eines Rettungswagens an Land, aber deutlich geräumiger als auf den kleineren DGzRS-Einheiten.
Wegen der Auslegung für Großschadenslagen auf See ist die Hermann Marwede mit einer besonders leistungsstarken Feuerlöschanlage ausgestattet. Dazu sind drei Löschmonitore am hinteren Aufbau installiert, die mit bis zu 42.000 Litern pro Minute beschickt werden können.

## Namensgebung und Stationierung
Das Schiff wurde am 27. Juni 2003 auf dem Gelände der Fassmer-Werft in Berne/Motzen zu Ehren des langjährigen Gesellschafters der Brauerei Beck und Förderers der DGzRS, Hermann Marwede, getauft. Taufpatin war die Enkelin des Namensgebers, Vera Kaiser. Das Tochterboot erhielt den Vornamen der Tochter Marwedes, Verena. Taufpatin war die Urenkelin, Charlotte-Sophie Grobien. Das zweite Jet-Tochterboot erhielt ebenfalls diesen Namen. Das erste TB kam später unter dem Namen Walter Rose als eigenständiges Seenotrettungsboot von 2012 bis Anfang 2019 auf der Seenotrettungsstation Schilksee zum Einsatz. Seitdem wird es auf der Ausbildungsstation in Neustadt i. H. eingesetzt.
Die Namensschilder der Boote sind wie üblich an den Seiten des Aufbaus angebracht. Am Bug sind die Buchstaben SAR angebracht, die auf den Einsatzzweck als Rettungseinheit im SAR-Dienst hinweisen. SAR steht weltweit als Abkürzung für Search and Rescue, der internationalen Aufgabe Suche und Rettung in Luft- und Seenotfällen.
Die interne Bezeichnung der DGzRS für den Kreuzer ist SK 29, das Rufzeichen ist DBAR. Die beiden Tochterboote wurden unter den internen Nummern TB 32 und TB 36 gebaut.
Seit Juli 2003 ist der Liegeplatz der Hermann Marwede im Südhafen der Insel Helgoland. Sie löste dort die 44 Meter lange Wilhelm Kaisen ab. Daneben existiert noch die Seeposition Deutsche Bucht vor Helgoland, von der aus bei Bedarf ein Einsatzort im Revier schneller erreicht werden kann.
Zu Pfingsten 2005 besuchte der Seenotkreuzer anlässlich einer Konferenz des Maritime Safety Committees die Stadt London.

## Revisionen
Die Einsätze, die häufig bei ausgeprägtem Schwerwetter erfolgen, zehren stark an der Optik und der Technik. Daher muss die Hermann Marwede, wie alle Kreuzer der Gesellschaft, regelmäßig zu Inspektionen der technischen Ausrüstung und optischen Auffrischung. Dies bedeutet besonders bei einer Generalüberholung einen Werftaufenthalt und eine entsprechend längere Abwesenheit von der Station. Während dieser Zeit muss ein anderer Kreuzer der Gesellschaft die Vertretung übernehmen. Kurzfristig stehen dazu die Einheiten der Nachbarstationen in Cuxhaven oder Bremerhaven zur Verfügung. Die Stammbesatzungen dieser Schiffe erhalten für ihre Einsätze vor Helgoland revierkundige Unterstützung durch die lokalen Seenotretter.
Nach ihrer Indienststellung hatte der große Kreuzer in sechs Jahren rund 30.000 Seemeilen oder 56.000 Kilometer zurückgelegt. Daher wurde das Schiff 2009 für eine Grundüberholung zur SMG-Werft (heute Tamsen Maritim) nach Rostock-Warnemünde verlegt. Für diesen langen Zeitraum verlegte die DGzRS den 44-Meter-Kreuzer JOHN T. ESSBERGER von Fehmarn nach Helgoland.
Die nächste größere Revision erfolgte nach weiteren sechs Jahren 2015, ebenfalls bei Tamsen Maritim. Für die Vertretung im Rettungsdienst vor Helgoland verlegte die DGzRS den im Jahr 2012 in Dienst gestellten großen Ostseekreuzer HARRO KOEBKE aus Sassnitz zur Nordseeinsel. Dies wurde nochmals so praktiziert bei der nächsten großen Überholung 2018.
Zukünftig wird eine solche Verlegung des Ostseekreuzers mit der nachgelagerten Stationierung eines Springers (Kreuzer ohne feste Station) in Sassnitz nicht mehr erforderlich sein. Die bis 2021 eingesetzten Springer der 23,3-m-Klasse verfügten für den Einsatz vor Helgoland nicht über vollwertige Brücken mit Arbeitsplätzen für die gesamte Besatzung. Bei diesen Kreuzern erfolgte die Schiffsführung vom oberen, offenen Fahrstand aus und im unteren Fahrstand arbeitete der Einsatzleiter vor Ort (OSC-Operator), dem dort die umfangreiche Ausstattung für Funk und Navigation zur Verfügung stand. Die seit 2021 eingesetzten Springer der 23,1-m-Klasse bieten auf Grund ihrer Konzeption und Bauweise ausreichende Fähigkeiten für den Dienst auf der Station Helgoland.

## Bilder

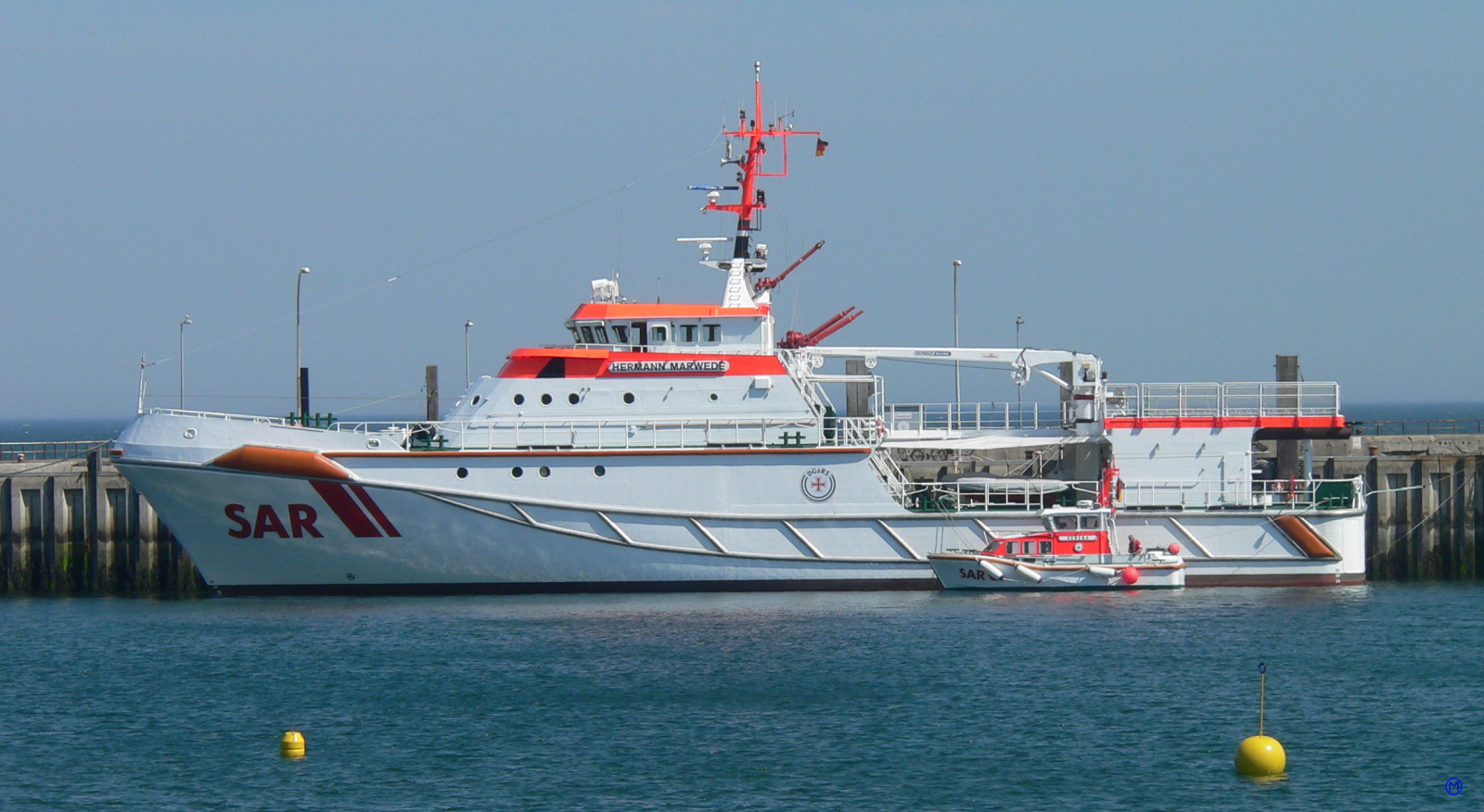
Hermann Marwede im Helgoländer Hafen
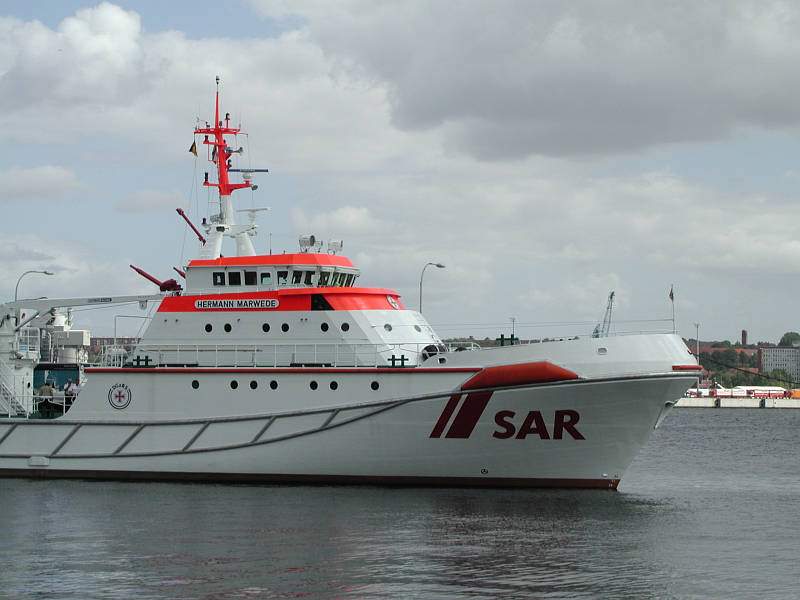
Hermann Marwede
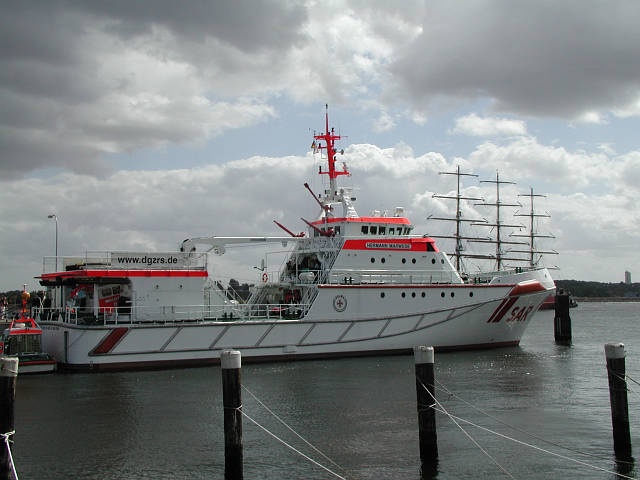
Hermann Marwede Außenansicht
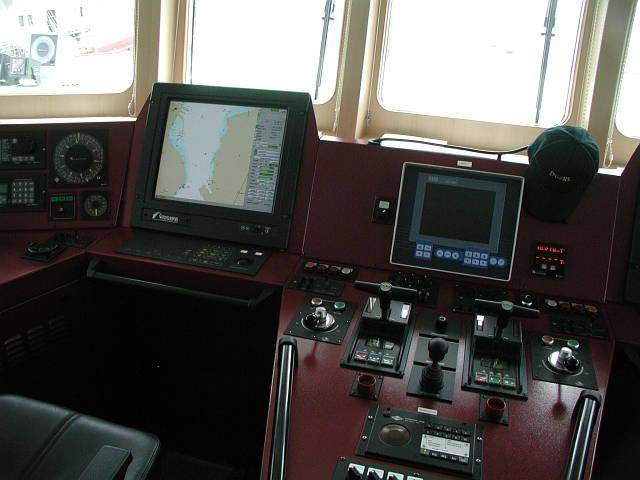
Innerer Fahrstand
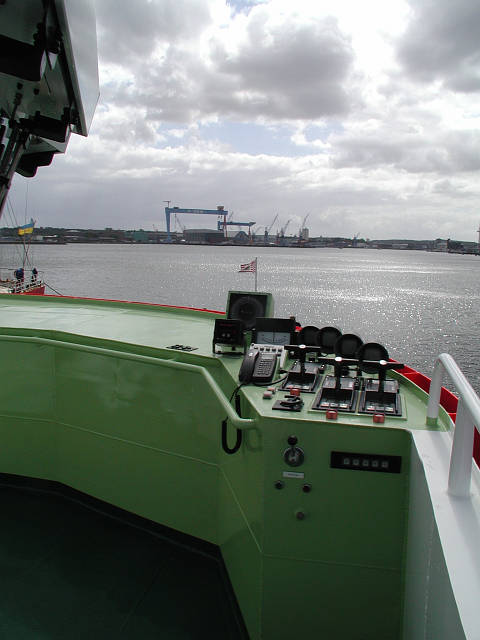
Äußerer Fahrstand
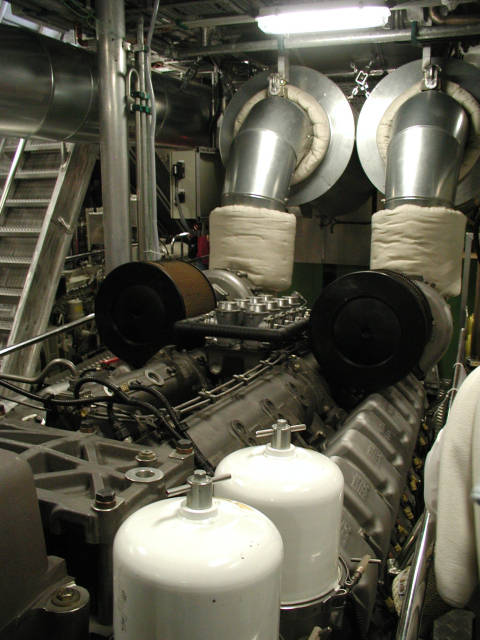
Mittlerer Motor